# Discografia de Benito di Paula
A Discografia de Benito di Paula foi iniciada de facto em 1971, com o álbum "Benito di Paula", apesar de ter lançado anteriormente outros compactos. Benito é o 5º maior vendedor de discos do país, com a marca de 50 milhões de discos.

## Álbuns

### Álbuns de estúdio
| Álbum                                                 | Detalhes                                                               | Vendas        | Certificações |  |
| ----------------------------------------------------- | ---------------------------------------------------------------------- | ------------- | ------------- |  |
| Benito di Paula                                       | - Lançado: 1971 - Gravadora: Copacabana - Formato: LP, CD              |               |               |  |
| Ela                                                   | - Lançado: 1972 - Gravadora: Copacabana - Formato: LP,                 |               |               |  |
| Benito di Paula ou Violão Não Se Empresta a Ninguém   | - Lançado: 1972 - Gravadora: Copacabana - Formato: LP                  |               |               |  |
| Um Novo Samba                                         | - Lançado: 1973 - Gravadora: Copacabana - Formato: LP, Fita K7, CD     | - : 3.000.000 |               |  |
| Brasil Som 75 ou Benito di Paula e Seus Convidados    | - Lançado: 1975 - Gravadora: Copacabana - Formato: LP, Fita K7, CD     |               |               |  |
| Benito di Paula ou Vai Ficar Na Saudade               | - Lançado: 1975 - Gravadora: Copacabana - Formato: LP, Fita K7, CD     |               |               |  |
| Benito di Paula ou Maria Baiana Maria                 | - Lançado: 1976 - Gravadora: Copacabana - Formato: LP, Fita K7, CD     |               |               |  |
| Benito di Paula ou Assobiar ou Chupar Cana            | - Lançado: 1977 - Gravadora: Copacabana - Formato: LP, Fita K7, CD     |               |               |  |
| Benito di Paula ou Viva O Sol                         | - Lançado: 1978 - Gravadora: Copacabana - Formato: LP, Fita K7, CD     |               |               |  |
| Caprichos de La Vida ou Benito di Paula en Castellano | - Lançado: 1978 - Gravadora: Carnaby - Formato: LP, Fita K7, CD        |               |               |  |
| Benito di Paula ou Desencontro                        | - Lançado: 1979 - Gravadora: Copacabana - Formato: LP, Fita K7, CD     |               |               |  |
| Benito di Paula ou Pagode da Pesada                   | - Lançado: 1980 - Gravadora: WEA - Formato: LP, Fita K7, CD            | - : 3.000.000 |               |  |
| Benito di Paula ou Ah! Como Eu Amei                   | - Lançado: 1981 - Gravadora: WEA - Formato: LP, Fita K7, CD            |               |               |  |
| Benito di Paula ou Sonho Em Preto e Branco            | - Lançado: 1982 - Gravadora: Warner Records - Formato: LP, Fita K7, CD |               |               |  |
| Bom Mesmo é o Brasil                                  | - Lançado: 1983 - Gravadora: Warner Records - Formato: LP, Fita K7, CD |               |               |  |
| Que Brote Enfim o Rouxinol Que Existe em Mim          | - Lançado: 1984 - Gravadora: RGE - Formato: LP, Fita K7, CD            |               |               |  |
| Nação                                                 | - Lançado: 1985 - Gravadora: RGE - Formato: LP, Fita K7, CD            |               |               |  |
| Benito di Paula Instrumental                          | - Lançado: 1986 - Gravadora: RGE - Formato: LP, Fita K7, CD            |               |               |  |
| Quando a Festa Acabar                                 | - Lançado: 1987 - Gravadora: Copacabana - Formato: LP, Fita K7, CD     |               |               |  |
| Fazendo Paixão                                        | - Lançado: 1990 - Gravadora: RCA Victor - Formato: LP, Fita K7, CD     |               |               |  |
| A Vida Me Faz Viver                                   | - Lançado: 1992 - Gravadora: Copacabana - Formato: LP, Fita K7, CD     |               |               |  |
| Pode Acreditar                                        | - Lançado: 1994 - Gravadora: RGE - Formato: LP, CD                     |               |               |  |
| Baileiro                                              | - Lançado: 1996 - Gravadora: Paradoxx Music - Formato: LP, CD          |               |               |  |
| Essa Felicidade é Nossa                               | - Lançado: 2016 - Gravadora: 74 Music - Formato: LP, CD                |               |               |  |
| O Infalível Zen                                       | - Lançado: 25/11/2021 - Gravadora: - - Formato: -                      |               |               |  |

### Álbuns ao vivo
| Álbuns                  | Detalhes                                                           | Vendas | Ceritficações |
| ----------------------- | ------------------------------------------------------------------ | ------ | ------------- |
| Gravado Ao Vivo         | - Lançado: 1974 - Gravadora: Copacabana - Formato: LP, Fita K7, CD |        |               |
| Benito di Paula Ao Vivo | - Lançado: 2009 - Gravadora: EMI - Formato: CD, DVD                |        |               |

### Coletâneas
| Álbuns                                                     | Detalhes                                                           | Vendas | Certificações |
| ---------------------------------------------------------- | ------------------------------------------------------------------ | ------ | ------------- |
| Desde Brasil... Benito di Paula                            | - Lançado: 1977 - Gravadora: Carnaby - Formato: LP                 |        |               |
| Seleção de Ouro                                            | - Lançado: 1981 - Gravadora: Copacabana - Formato: LP, Fita K7, CD |        |               |
| Os Grandes Êxitos de Benito di Paula                       | - Lançado: 1983 - Gravadora: Copacabana - Formato: LP, Fita K7, CD |        |               |
| O Melhor de Benito di Paula                                | - Lançado: 1985 - Gravadora: Magazine - Formato: LP, Fita K7, CD   |        |               |
| Melhores Momentos                                          | - Lançado: 1987 - Gravadora: Copacabana - Formato: LP              |        |               |
| 2 é Demais! - Benito di Paula                              | - Lançado: 1990 - Gravadora: WEA - Formato: CD                     |        |               |
| O Melhor de Benito di Paula - Memória da Música Brasileira | - Lançado: 1991 - Gravadora: Beverly - Formato: LP, CD             |        |               |
| Grandes Sucessos de Benito di Paula                        | - Lançado: 1994 - Gravadora: RGE - Formato: LP, CD                 |        |               |
| Raízes do Samba                                            | - Lançado: 1999 - Gravadora: Copacabana, EMI - Formato: CD         |        |               |
| Identidade - Benito di Paula                               | - Lançado: 2002 - Gravadora: EMI - Formato: CD                     |        |               |
| Perfil) - Benito di Paula                                  | - Lançado: 2002 - Gravadora: Som Livre - Formato: CD               |        |               |
| O Talento de Benito di Paula                               | - Lançado: 2004 - Gravadora: EMI - Formato: CD                     |        |               |
| Retratos - Benito di Paula                                 | - Lançado: 2004 - Gravadora: EMI - Formato: CD                     |        |               |
| Eu Sou o Samba                                             | - Lançado: 2004 - Gravadora: EMI - Formato: CD                     |        |               |
| Bis Benito di Paula                                        | - Lançado: 2005 - Gravadora: EMI - Formato: CD                     |        |               |

## EPs
| Compacto | Detalhes                                                  | Vendas | Ceritficações |
| --- | --------------------------------------------------------- | ------ | ------------- |
| Retalhos de Cetim Cuide de Sua Vida Rapaz/Violão Não Se Empresta a Ninguém/Quem Vem Lá                                                                        | - Lançado: 1973 - Gravadora: Copacabana - Formato: EP     |        |               |
| Se Não For Amor Samba do Profeta/Sandália de Couro/Ela Veio do Lado de Lá                                                                                     | - Lançado: 1974 - Gravadora: Copacabana - Formato: EP     |        |               |
| Beleza Que Você é Mulher Tributo a Um Rei Esquecido/Além de Tudo/Meu Enredo                                                                                   | - Lançado: 1975 - Gravadora: Copacabana - Formato: EP     |        |               |
| Pra Não Ver Você Ir Embora Mulher Brasileira/Quem Vem Lá/Ela Veio do Lado de Lá/Fui Sambando, Fui Chegando/Retalhos de Cetim/Violão Não Se Empresta a Ninguém | - Lançado: 1975 - Gravadora: Copacabana - Formato: EP     |        |               |
| Modificação Vai Ficar Na Saudade/Sanfona Branca/Bandeira do Samba                                                                                             | - Lançado: 1977 - Gravadora: Copacabana - Formato: EP     |        |               |
| Proteção às Borboletas Osso Duro de Roer/De Tombar Caminhão/Razão Pra Viver                                                                                   | - Lançado: 1979 - Gravadora: Copacabana - Formato: EP     |        |               |
| Bom Mesmo é o Brasil Vovó Clementina/Senhorita Liberdade/A Turma Lá de Casa                                                                                   | - Lançado: 1984 - Gravadora: Warner Records - Formato: EP |        |               |
| Amigo do Sol, Amigo da Lua Melô da Calibragem/Quem Sabe?/Nova Mulher                                                                                          | - Lançado: 1984 - Gravadora: RGE - Formato: EP            |        |               |

## Compacto Simples
| Compacto                                     | Detalhes                                                  | Vendas      | Ceritficações |
| -------------------------------------------- | --------------------------------------------------------- | ----------- | ------------- |
| Andança Canção Para o Nosso Amor             | - Lançado: 1968 - Gravadora: Copacabana - Formato: 7"     |             |               |
| Nino Este Teu Sorriso é Lindo de Morrer      | - Lançado: 1969 - Gravadora: Copacabana - Formato: 7"     |             |               |
| Hei John Faça de Mim Uma Ilha                | - Lançado: 1970 - Gravadora: Copacabana - Formato: 7"     |             |               |
| Violão Não Se Empresta a Ninguém Quem Vem Lá | - Lançado: 1972 - Gravadora: Copacabana - Formato: 7"     |             |               |
| Retalhos de Cetim Cuide de Sua Vida Rapaz    | - Lançado: 1973 - Gravadora: Copacabana - Formato: 7"     |             |               |
| Retalhos de Cetim                            | - Lançado: 1973 - Gravadora: Copacabana - Formato: 7"     | - : 124.000 |               |
| Charlie Brown                                | - Lançado: 1974 - Gravadora: Copacabana - Formato: 7"     | - : 412.600 |               |
| Que Beleza Fui Sambando, Fui Chegando        | - Lançado: 1974 - Gravadora: Copacabana - Formato: 7"     |             |               |
| Vai Ficar Na Saudade                         | - Lançado: 1975 - Gravadora: Copacabana - Formato: 7"     | - : 467.571 |               |
| Ah! Como Eu Amei Um Dia Vai Chegar           | - Lançado: 1981 - Gravadora: Warner Records - Formato: 7" |             |               |
| Boa Sorte Brasil Espanha '82 Playback        | - Lançado: 1982 - Gravadora: Mocambo - Formato: 7"        |             |               |

## Singles
| Ano  | Canção                     | Álbum                                        |
| ---- | -------------------------- | -------------------------------------------- |
| 1956 | Final                      | -                                            |
| 1967 | Bem Feito                  | -                                            |
| 1973 | Retalhos de Cetim          | Um Novo Samba                                |
| 1973 | Cuide de Sua Vida Rapaz    | Retalhos de Cetim (EP de 1973)               |
| 1974 | Charlie Brown              | Gravado Ao Vivo                              |
| 1974 | Além de Tudo               | Gravado Ao Vivo                              |
| 1974 | Pare Olhe e Viva           | Gravado Ao Vivo                              |
| 1975 | Mulher Brasileira          | Brasil Som 75                                |
| 1975 | Quem Vem Lá                | Brasil Som 75                                |
| 1975 | Ela Veio do Lado de Lá     | Brasil Som 75                                |
| 1975 | Vai Ficar Na Saudade       | Benito di Paula (Álbum de 1975)              |
| 1975 | Coisas da Vida             | Benito di Paula (Álbum de 1975)              |
| 1975 | Modificação                | Benito di Paula (Álbum de 1975)              |
| 1976 | Maria Baiana Maria         | Benito di Paula (Álbum de 1976)              |
| 1976 | Do Jeito Que a Vida Quer   | Benito di Paula (Álbum de 1976)              |
| 1976 | Tudo Está No Seu Lugar     | Benito di Paula (Álbum de 1976)              |
| 1977 | Jesus Papai Noel           | Benito di Paula (Álbum de 1977)              |
| 1977 | De Tombar Caminhão         | Benito di Paula (Álbum de 1977)              |
| 1977 | Osso Duro de Roer          | Benito di Paula (Álbum de 1977)              |
| 1977 | Razão Pra Viver            | Benito di Paula (Álbum de 1977)              |
| 1977 | Proteção às Borboletas     | Benito di Paula (Álbum de 1977)              |
| 1978 | Trapézio                   | Benito di Paula (Álbum de 1978)              |
| 1978 | Viva O Sol                 | Benito di Paula (Álbum de 1978)              |
| 1978 | Meu Lamento                | Benito di Paula (Álbum de 1978)              |
| 1978 | Velho, Profissão Esperança | Benito di Paula (Álbum de 1978)              |
| 1979 | Pau-de-Arara               | Benito di Paula (Álbum de 1979)              |
| 1981 | Ah! Como Eu Amei           | Benito di Paula (Álbum de 1981)              |
| 1981 | Um Dia Vai Chegar          | Benito di Paula (Álbum de 1981)              |
| 1982 | Sonho Em Preto e Branco    | Benito di Paula (Álbum de 1982)              |
| 1983 | Bom Mesmo é o Brasil       | Bom Mesmo é o Brasil                         |
| 1984 | Amigo do Sol, Amigo da Lua | Que Brote Enfim o Rouxinol Que Existe Em Mim |
| 1985 | Razão e Desejo             | Nação                                        |
| 1987 | Quando a Festa Acabar      | Quando a Festa Acabar                        |
| 1990 | Fazendo Paixão             | Fazendo Paixão                               |
| 1992 | A Vida Me Faz Viver        | A Vida Me Faz Viver                          |
| 1992 | Foi Engano                 | A Vida Me Faz Viver                          |
| 1992 | Meto o Pé Na Porta         | A Vida Me Faz Viver                          |
| 1994 | O Amor é Um Jogo           | Pode Acreditar                               |
| 1994 | Choro de Homem             | Pode Acreditar                               |
| 1994 | Por Amor                   | -                                            |
| 1994 | Viva Meu Padim             | -                                            |
| 1996 | Sentimento de Amor         | Baileiro                                     |
| 1996 | Dignidade de Um Otário     | Baileiro                                     |
| 2016 | Essa Felicidade é Nossa    | Essa Felicidade é Nossa                      |
| 2021 | Aurora                     | O Infalível Zen                              |

## Participações e referências
| Artista            | Álbum                                                               | Detalhes |
| ------------------ | ------------------------------------------------------------------- | --- |
| Vários Intérpretes | Pra Você                                                            | - Lançado: 1968 - Participação: Voz, letra e composição de "Mocidade é Alegria", "Mestre" e "Natal no Brasil"; voz em "Espera" - Formato: LP |
| Ronnie Von         | A Misteriosa Luta Do Reino De Parassempre Contra O Império De Nunca | - Lançado: 1969 - Participação: Letra e composição da faixa "Foi Bom" - Formato: LP                                                          |
| Germano Batista    | Because/Não Precisa Me Humilhar                                     | - Lançado: 1971 - Participação: Letra e composição da faixa "Because" - Formato: 7"                                                          |
| Blow Up            | Blow Up (Álbum de 1971)                                             | - Lançado: 1971 - Participação: Letra e composição da faixa "Som da Avenida" - Formato: LP                                                   |
| Roberto Carlos     | Roberto Carlos (Álbum de 1974)                                      | - Lançado: 1974 (Também em espanhol ) - Participação: Letra e composição da faixa "Quero Ver Você de Perto" - Formato: LP                    |
| Roberto Carlos     | Roberto Carlos (Álbum de 1975)                                      | - Lançado: 1975 - Participação: Letra e composição da faixa "Amanheceu" - Formato: LP                                                        |
| Célia              | Célia (Álbum de 1975)                                               | - Lançado: 1975 - Participação: Letra e composição da faixa "Amor de Mentira" - Formato: LP                                                  |
| Os Três Moraes     | Os Três Moraes (Álbum de 1975)                                      | - Lançado: 1975 - Participação: Letra e composição em conjunto com Adoniram Barbosa da faixa "Não Precisa Muita Coisa" - Formato: LP         |
| Agnaldo Timóteo    | Galeria do Amor                                                     | - Lançado: 1975 - Participação: Letra e composição da faixa "Quero Ser Seu Amigo" - Formato: LP                                              |
| Cauby Peixoto      | Bastidores/Velas Ao Vento                                           | - Lançado: 1980 - Participação: Letra e composição da faixa "Velas Ao Vento" - Formato: 7"                                                   |
| Leci Brandão       | Leci Brandão (Álbum de 1985)                                        | - Lançado: 1985 - Participação: Letra e composição da faixa "Quero Eu" - Formato: EP                                                         |
| Luiz Gonzaga       | Forró de Cabo a Rabo                                                | - Lançado: 1986 - Participação: Parceria faixa "Viva Meu Padim" - Formato: LP                                                                |
| Rodrigo Vellozo    | O Mestre-Sala da Minha Saudade                                      | - Lançado: 2020 - Participação: Vocal em "Lágrimas No Meu Sorriso" - Formato: LP                                                             |

## Trilhas sonoras
| Ano  | Obra                | Tipo de Obra | Emissora               | Canções em que participa                                    |
| ---- | ------------------- | ------------ | ---------------------- | ----------------------------------------------------------- |
| 1969 | Nino, o Italianinho | Telenovela   | Rede Tupi de Televisão | Voz: "Nino" e "Canção Para o Nosso Amor"                    |
| 1970 | Simplesmente Maria  | Telenovela   | Rede Tupi de Televisão | Voz: "Primeiro Concerto Para Maria" e "Pra Não Dizer Adeus" |
| 1974 | O Espigão           | Telenovela   | Rede Globo             | Voz: "Último Andar"                                         |
| 1977 | Um Sol Maior        | Telenovela   | Rede Tupi de Televisão | Voz: "Tudo Está Mudado"                                     |
| 1979 | Ti Ti Ti            | Telenovela   | Rede Globo             | Voz: "A Vida é Dura" (junto com Demônios da Garoa)          |
| 1982 | O Homem Proibído    | Telenovela   | Rede Globo             | Voz: "Ah! Como Eu Amei"                                     |
| 1982 | A Leoa              | Telenovela   | SBT                    | Voz: "A Mulher Amada"                                       |
| 1984 | A Gata Comeu        | Telenovela   | Rede Globo             | Voz: "Amigo do Sol, Amigo da Lua"                           |
| 2001 | O Clone             | Telenovela   | Rede Globo             | Voz: "Mulher Brasileira"                                    |
| 2010 | Ti Ti Ti            | Telenovela   | Rede Globo             | Voz: "A Vida é Dura" (junto com Demônios da Garoa)          |
| 2013 | Dona Xepa           | Telenovela   | Record                 | Voz: "Mulher Brasileira" (junto com filho Rodrigo Vellozo)  |